# Lydia Sicher

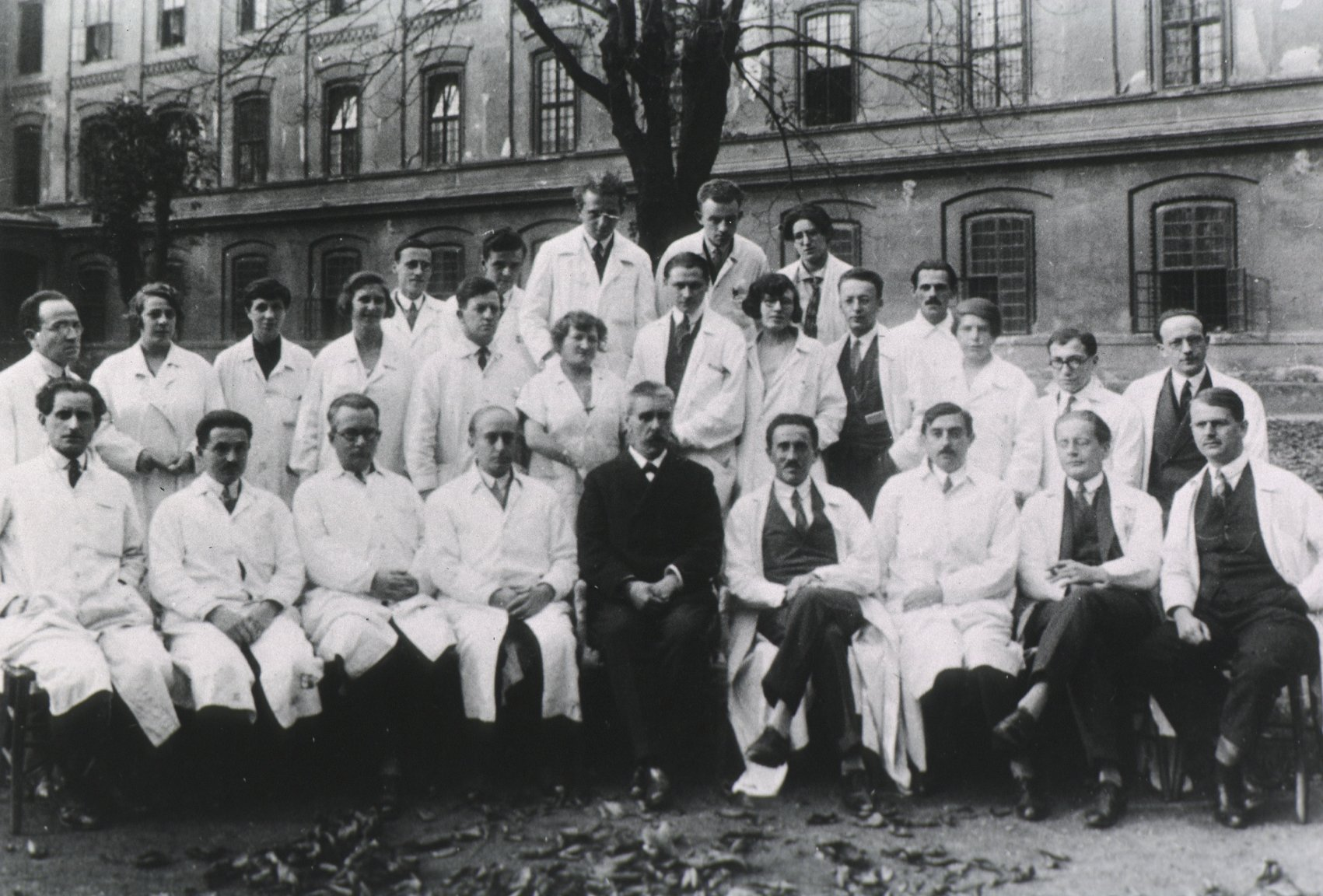
Wagner-Jaureggs
Ärzteteam in Wien 1927.
Lydia Sicher in der 2. Reihe, die dritte von links

Lydia Sicher (geboren 19. Dezember 1890 in Wien, Österreich-Ungarn; gestorben 2. April 1962 in Los Angeles) war eine österreichisch-amerikanische Psychiaterin und Vertreterin der Individualpsychologie.

## Leben
Lydia Sicher, geborene Bak, war das jüngste von drei Kindern. Sie schloss das Erste Wiener Humanistische Mädchengymnasium 1910 ab und erwarb 1916 den Doktortitel in Medizin an der Universität Wien. 1915 trat sie zusammen mit ihrem Mann Harry, der Anatomieprofessor an der  Wiener Universität war, freiwillig als Ärztin in die österreichische Armee ein. Ihre Aufgabe war die Bekämpfung des Typhusfiebers an der Front bei Montenegro und der Malaria in den besetzten Teilen Italiens, wofür sie von der Armee und vom Roten Kreuz ausgezeichnet wurde. Nach Kriegsende begann sie Zoologie zu studieren und schloss 1922 mit dem Doktortitel ab. Für die nächsten sechs Jahre arbeitete sie in der Psychiatrie und Neurologie unter den Professoren Julius Wagner-Jauregg und Otto Pötzl an der Wiener Universität. Bereits mit 17 Jahren hatte sie die Individualpsychologie kennengelernt und 1919 begegnete sie erstmals Alfred Adler. Sie war Adlers Assistentin beim Ausbau des von ihm 1926 errichteten und auf individualpsychologischer Grundlage geführten Mariahilfer Ambulatoriums für schwer erziehbare und sprachgestörte Kinder in Wien. Als er 1929 in die USA auswanderte wurde sie seine Nachfolgerin als Klinikdirektorin und Präsidentin des Wiener Vereins für Individualpsychologie bis zu dessen Auflösung durch die Nazis 1938. Von 1929 bis 1938 unternahm sie Vortragsreisen über Individualpsychologie nach England, Holland, Lettland, Litauen und Polen.
1938 verließ sie Wien und ließ sich nach einem einjährigen Aufenthalt in England 1939 in den USA nieder. Dort wirkte sie als Präsidentin der American Society of Adlerian Psychology und als Redaktorin des Journal of Individual Psychology. Sie lehrte Individualpsychologie an verschiedenen Institutionen im Staate Utah und an der University of Utah. 1941 zog sie nach Los Angeles, wo sie 1948 das Institute for Individual Psychology und die Child Guidance Clinic in Bakersfield gründete.
Im Jahr 2016 wurde in Wien-Donaustadt (Seestadt Aspern) die Lydia-Sicher-Gasse nach ihr benannt.

## Werk
Lydia Sicher galt als ebenso brillante Psychiaterin wie Dozentin. Für Adler hatte sie die idealen Voraussetzungen zur Verbreitung seiner Individualpsychologie. Ihre Erfolge mit Patienten galten als bemerkenswert. Die Behandlung von über dreitausend Fällen mit individualpsychologischen Methoden machten sie zu einer unerreichten Expertin in der Theorie Adlers.
Ihr wichtigster Beitrag war ihrer Meinung nach, derjenige für die Zukunft, durch die Weitergabe ihres Wissens an die Studenten. Sie meinte dazu: „Die Verbundenheit der Menschen ist wie wenn man einen Kieselstein in den Ozean wirft und damit eine Bewegung konzentrischer Kreise auslöst. Obwohl wir nicht sehen können, wieweit diese Kreise gehen, sind sie gleichwohl dort. Diese Bewegung fährt fort, andere Teile des Wassers zu bewegen, selbst wenn die Bewegung nicht sichtbar ist. In ähnlicher Weise gilt, was immer die Menschen tun ist wichtig, weil damit die Nachhaltigkeit gewährleistet wird.“
Mit Recht hat Alfred Adler also auf die Bedeutung der ersten Lebensjahre, auf die Bedeutung emotionaler Unterstützung und der Förderung des Gemeinschaftsgefühls hingewiesen. „Wenn irgendwo in China ein Kind geschlagen wird“, sagte er einmal, so ist das unsere Schuld, denn damit zeigt sich, dass wir noch nicht genug gearbeitet haben. Wenn irgendwo Menschen Gegenmenschen und keine Mitmenschen sind, so sind wir mitverantwortlich, weil wir verstehen, [...] Und nur, wenn wir alle tun, was wir können, um an der Entwicklung des Lebens mitzuarbeiten, am Wohle aller Menschen, dann haben wir unsere Pflicht getan. (Adler, zitiert nach Lydia Sicher 1937).

## Schriften (Auswahl)
- Lydia Sicher, The collected works of Lydia Sicher: an Adlerian perspective. QED Press. Fort Bragg, California 1991.